# Le Vol sans un fût
Le Vol sans un fût (en géorgien : ფრენა უკასროდ), est un roman picaresque de l'écrivain géorgien et lauréat du prix littéraire "Gala" Mikho Mossoulichvili.